# Сантос, Летиция
Летиция Сантос де Оливейра (порт. Letícia Santos de Oliveira; род. 2 декабря 1994, Атибая, Сан-Паулу) — бразильская футболистка, защитница «Коринтианса» и сборной Бразилии.

## Клубная карьера
Первым профессиональным клубом для Летиции Сантос стал «XV ноября» из Пирасикабы.
В январе 2015 года Летиция перешла в состав норвежского «Авальдснеса».
После двух сезонов в Норвегии подписала контракт с немецким «Зандом». Спустя год игры в новой команде по инициативе тренера, впечатлённого выступлением футболистки, продлила свой контракт с клубом.
В июне 2019 года перешла во франкфуртский «Айнтрахт».

## Карьера в сборной
В составе молодёжной сборной Бразилии приняла участие в чемпионате мира 2014 года среди девушек до 20 лет.
В марте 2017 года была приглашена на сборы основной женской сборной Бразилии перед товарищеской игрой против Боливии. В первом же своём международном матче отметилась голевой передачей.
В составе сборной Бразилии принимала участие в женском чемпионате мира 2019 года и футбольном турнире Олимпийских игр 2020 года. В 2022 году стала обладательницей женского Кубка Америки.

## Достижения

### Клубные
Сан-Жозе:
- обладательница Кубка Либертадорес: 2014
- чемпионка штата Сан-Пауло: 2014

### Со сборной
Бразилия:
- обладательница Кубка Америки по футболу: 2022